# Brodric Thomas
Brodric Thomas (Illinois, 28 de janeiro de 1997) é um jogador norte-americano de basquete profissional que atualmente joga no Boston Celtics da National Basketball Association (NBA) e no Maine Red Claws da G-League.
Ele jogou basquete universitário na Universidade Estadual Truman.

## Ensino médio e carreira universitária
Thomas frequentou a Bolingbrook High School em Illinois. Em Bolingbrook, ele era reserva e recebeu menos atenção dos recrutadores de basquete universitário.
Thomas se comprometeu a jogar basquete universitário na Divisão II da NCAA pelo Truman Bulldogs. Antes de seu primeiro ano, ele sofreu uma lesão que o obrigou a ficar sem jogar. Nesse meio tempo, suas notas caíram e ele se transferiu para o Southwestern Community College, onde cresceu dez centímetros, acrescentou 22 kg, ganhou o Campeonato de Basquetebol da Divisão II da NJCAA, foi nomeado o MVP do torneio e atraiu a atenção dos recrutadores da Divisão I da NCAA.
No entanto, ele finalmente decidiu voltar para Truman. Ele jogou três temporadas para os Bulldogs. Em seu último ano, ele foi nomeado o Jogador do Ano da Conferência Great Lakes Valley e marcou um recorde escolar de 666 pontos.

## Carreira profissional

### Houston Rockets (2020–2021)
Depois de não ter sido selecionado no Draft da NBA de 2020, Thomas assinou com o Houston Rockets. Seu contrato foi convertido em um contrato de duas vias no final do campo de treinamento. Em 12 de fevereiro de 2021, Thomas foi dispensado pela equipe.
Em 14 de fevereiro de 2021, o Rio Grande Valley Vipers anunciou que tinha assinado contrato com Thomas.

### Rio Grande Valley Vipers (2021)
Em 14 de fevereiro de 2021, o Rio Grande Valley Vipers anunciou que havia contratado Thomas.

### Cleveland Cavaliers (2021)
Em 24 de fevereiro de 2021, Thomas assinou com o Cleveland Cavaliers em um contrato de mão dupla. Ele renovou seu contrato em 15 de setembro mas foi dispensado em 12 de outubro.

### Boston Celtics (2021–Presente)
Em 18 de outubro de 2021, Thomas assinou um contrato de mão dupla com o Boston Celtics.

## Estatísticas

### NBA

#### Temporada regular
| Ano      | Equipe    | PJ | PT | MPJ  | AP   | 3P   | LL   | RT  | AS  | BR | TO | PPJ |
| -------- | --------- | -- | -- | ---- | ---- | ---- | ---- | --- | --- | -- | -- | --- |
| 2020–21  | Houston   | 4  | 0  | 6.0  | .286 | .167 | .714 | 1.0 | 1.0 | .3 | .3 | 2.5 |
| 2020–21  | Cleveland | 28 | 1  | 13.4 | .366 | .283 | .667 | 1.8 | 1.9 | .5 | .3 | 4.1 |
| Carreira | Carreira  | 32 | 1  | 9.7  | .325 | .224 | .690 | 1.4 | 1.4 | .4 | .3 | 3.3 |

Fonte: